# Heisuke Hironaka
Heisuke Hironaka (japonès: 広中平祐)  (Iwakuni, 9 d'abril de 1931) és un matemàtic japonès.

## Vida i obra
Hironaka va néixer a Iwakuni (Prefectura de Yamaguchi) en una família d'industrials molt nombrosa (va tenir quinze germans, dels quals dos van morir a la Guerra del Pacífic). Després de completar els seus estudis de matemàtiques a la Universitat de Kyotoel 1956, va anar a la universitat Harvard per fer recerca amb el professor Oscar Zariski, qui havia donat unes conferències a Kyoto l'any anterior i li havia suggerit aquesta possibilitat. A Harvard va fer recerca en el camp de la geometria algebraica i va obtenir el doctorat el 1960 dirigit per Zariski.
Després de ser professor durant uns anys a les universitats Brandeis i Colúmbia, el 1968 es va incorporar com professor a la universitat Harvard, però només hi va ser fins al 1975, quan va retornar al seu país. Va ser professor a la universitat de Kyoto fins que es va retirar el 1991. Un cop retirat va ser president de la universitat de Yamaguchi des del 1996 fins al 2002.
Va guanyar la medalla Fields, lliurada per la Unió Matemàtica Internacional, el 1970, pels seus treballs sobre les varietats algebraiques.